# De kallar oss Tratten och Finkel
De kallar oss Tratten och Finkel är en TV-serie, vars huvudfigurer "Tratten" respektive "Finkel" gestaltas av Peter Settman och Fredde Granberg. Programmet var i sin tur en del av TV-programmet Stereo, som producerades av SVT och sändes i totalt åtta avsnitt om torsdagskvällarna under perioden 31 oktober-19 december 1996.
Varje avsnitt varade i cirka tio minuter. Serien är en parodi på den svenska dokumentärtrilogin "Dom kallar oss mods".

## Hemvideoutgivning
Serien utgavs på DVD år 2005.

### Fotnoter
1. ↑  ”Stereo”. Svensk mediedatabas. 31 oktober 1996. https://smdb.kb.se/catalog/id/001741185. Läst 31 mars 2011.
2. ↑  ”Stereo”. Svensk mediedatabas. 19 december 1996. https://smdb.kb.se/catalog/id/001741452. Läst 31 mars 2011.
3. ↑  ”Dom kallar oss Tratten & Finkel”. Svensk mediedatabas. 2 mars 2005. https://smdb.kb.se/catalog/id/002010722. Läst 10 februari 2020.